# 萝岗香雪公园

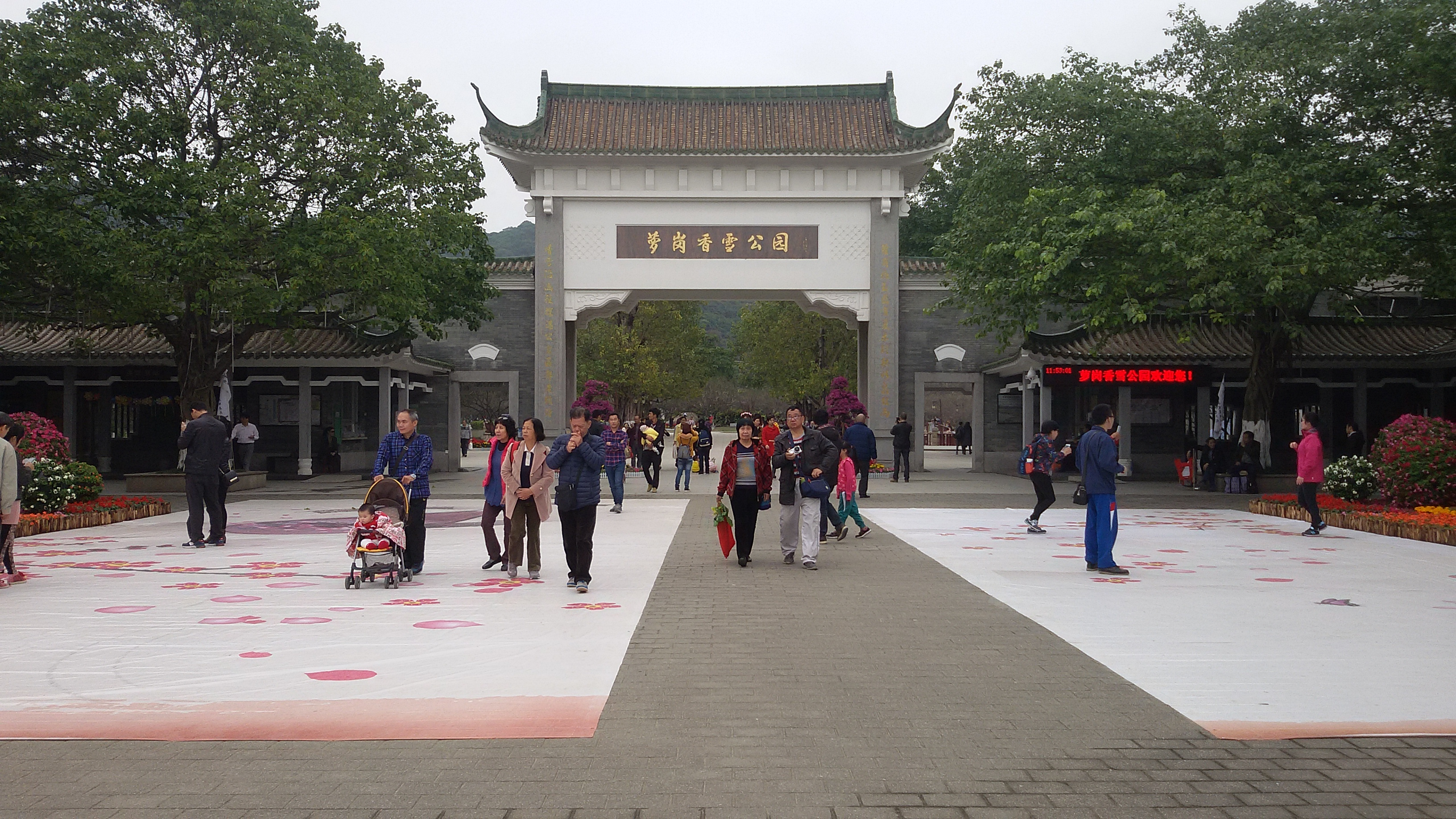
蘿崗香雪公園大门

萝岗香雪公园是一個公園，位于中国广东省广州市黃埔区萝岗街道香雪社区玉岩路，為1962年羊城八景之一「萝岗香雪」的所在地。公園面积達170公顷，园内種植梅花。園內有萝峰寺、玉喦书院、钟氏祠堂等歷史古迹。

## 園区文化
萝岗香雪公园内最高峰为萝峰，山石突兀，树木葱茂，果树满山，美景众多。山麓有玉岩书院、与玉岩书院一墙之隔的萝峰寺，依山而建，寺内收集有历代名人海瑞、朱熹、郑板桥、文天祥等人的字画，显示了一般寺院所没有的书香气息。萝岗香雪公园总体景观布局划分为“萝岗香雪”主题区、宗教文化区、四季风景区、石榴香溪区、玉玺远眺、丛林听鹏等十个分区。

## 歷史
广州萝岗香雪公园梅花盛开，繁花如雪的美景始于宋代，因特殊的自然条件，常梅开二度，花有红有白，农历岁末，冬至前后，遍地梅花怒放，洁白晶莹，芬芳盈溢，风拽花舞，不是飞雪胜似飞雪，俗称“十里梅林”、 “萝岗香雪”胜景由此而来。诗人郭沫若在游历了“萝岗香雪”后留下了“岭南梅花浑似雪，萝岗香雪映朝阳”的传世佳句。
上世纪六、七十年代以前，萝岗香雪是羊城八景之一，一度扬名海内外，广州人形成了冬至去萝岗赏“雪”的习俗，弥补了广州无雪的遗憾。《萝岗镇志》载：当时的尼泊尔国王比兰德拉，扎伊尔总统蒙博托和夫人，安哥拉总统多斯桑托斯等，均参观过萝岗香雪；1983年1月7日，著名文化人士秦牧、关山月、卢荻等40余人，专程到萝岗踏梅赏雪，吟咏萝岗香雪。
上世纪80年代中后期，由于气候变暖引起“十里梅林”虫害频发，导致青梅的产量、品质和效益急剧下降，加上当时当地的人们缺乏保护历史景观的意识，受经济效益驱使，纷纷砍掉青梅，改种其它经济作物（以橙為主），“萝岗香雪”的白梅美景自此消失无存。
1999年，原白雲區萝岗镇党委和政府抓住广州实施“三变”工程的契机，依托萝岗香雪这一文化品牌，在玉岩书院（萝峰寺）一带动工新建萝岗香雪公园，但因种种原因陷于夭折。
2003年5月，白雲區萝岗街道行政事務被广州经济技术开发区接管，重建萝岗香雪公园終於列入重要议事日程。2005年萝岗区成立後，广州市政府决定对萝岗香雪公园进行重建，把萝岗香雪公园列入萝岗新城“十公里地带”的总体规划之中，以恢复“萝岗香雪”历史景观。萝岗香雪公园总规划面积170公顷，13公顷首期工程已於2006年完工。萝岗香雪公园二期建设於2009年開始，主要以继续引种梅林，玉岩书院、钟氏祠堂、蘿峰寺、玉岩墓等历史古迹的修复和重建为主题。其中公園部份已於2009年11月完成，而歷史古跡修復工程則於2013年至2016年間陸續完成。

## 現況
每年冬季香雪梅花盛开的时候，不少市民萝岗香雪梅花世界（萝岗香雪公园）观赏梅花。
由于萝岗香雪公园盛产青梅，自2023年起，萝岗香雪公园允许游客免费采摘青梅，并开展共享青梅采摘活动。